# André Parant
Ne doit pas être confondu avec André Parent.
Pour les articles homonymes, voir Parant.
André Parant, né le 7 mars 1897 à Belfort et mort pour la France le 15 mars 1941 à Yaoundé, est un militaire et résistant français, Compagnon de la Libération. Vétéran de la Première Guerre mondiale au cours de laquelle il a reçu deux citations, il se réengage dans l'armée au début de la Seconde Guerre mondiale et prend part à la bataille de France. Après l'armistice du 22 juin 1940, il décide de se rallier à la France libre et, affecté en Afrique, participe au ralliement du Gabon dont il devient le gouverneur. 

## Biographie

### Jeunesse et engagement
André Parant naît d'un père négociant le 7 mars 1897 à Belfort, alors située dans l'arrondissement subsistant du Haut-Rhin,.

### Première Guerre mondiale
Le 26 août 1914, il devance son service militaire et s'engage au titre du 4e régiment de cuirassiers qu'il doit rejoindre sur le front à Cambrai. Cependant, les voies de communications étant coupées, il ne peut rejoindre son unité et se dirige vers Paris où il est réaffecté au 11e régiment de cuirassiers. Après avoir participé à la bataille des frontières, à la première bataille d'Ypres et à la bataille de l'Artois, il est promu brigadier le 6 août 1915,. Après plusieurs mois passés dans la Marne, dans le secteur de Suippes et de Mourmelon, il est muté au 12e régiment de cuirassiers le 12 juin 1916,. Il combat alors en Champagne, dans le secteur de Compiègne, à la bataille de la Somme et dans le secteur de Soissons. Le 12 mars 1917, il se distingue en faisant une dizaine de prisonniers lors d'un coup de main ce qui lui vaut une citation à l'ordre de la brigade. Le 24 juillet suivant, il reçoit une seconde citation identique pour avoir participé à un autre coup de main particulièrement dangereux dans les lignes ennemies.
Muté au 5e bataillon de chasseurs à pied le 10 septembre 1917, il est promu sergent le 29 novembre suivant. Suivant les cours d'élève-officier, il devient ensuite aspirant le 29 décembre. Pendant les premiers mois de 1918, il est présent sur l'Hartmannswillerkopf et dans la Somme. Promu sous-lieutenant à titre temporaire le 19 juin 1918, il est muté le même jour au 73e régiment d'infanterie avec lequel il participe à la bataille de l'Aisne, à la seconde bataille de la Marne puis à l'offensive finale en Alsace et dans l'Oise,. Nommé sous-lieutenant à titre définitif le 18 février 1919, il est muté au 1er régiment de tirailleurs mixtes le 22 mars suivant puis démissionne de l'armée en octobre.

### Entre-deux-guerres
De retour à la vie civile, André Parant se lance dans une carrière de commerçant émaillée de quelques échecs, son entreprise étant déclarée en faillite à deux reprises,. Parallèlement, toujours officier dans la réserve, il est promu capitaine le 18 décembre 1933.

### Seconde Guerre mondiale
Lors de la mobilisation de 1939, André Parant décide de se réengager comme soldat de 2e classe mais, très rapidement élevé à son grade de capitaine, il prend le commandement de la 7e compagnie du 17e régiment de tirailleurs algériens. Prenant part à la bataille de France, il combat sur le front de l'Ailette et se distingue en empêchant le passage de l'ennemi après avoir placé une charge explosive sur le pont de Leuilly-sous-Coucy. Le 5 juin 1940, alors qu'il est chargé de porter assistance au poste de commandement du 9e régiment de zouaves, il est grièvement blessé à la poitrine. Hospitalisé à Troyes puis à Biarritz, il apprend sur son lit d'hôpital l'armistice du 22 juin 1940 mais entend également l'appel du général de Gaulle. Dès lors, il décide de se rendre en Angleterre pour se rallier à la France libre.
Ayant appris qu'à Saint-Jean-de-Luz, à proximité de Biarritz, un navire embarque des soldats polonais vers la Grande-Bretagne, il profite d'un congé de convalescence pour dérober un uniforme polonais et embarquer à bord du MS Batory. Débarqué à Plymouth, il poursuit quelque temps sa convalescence et rencontre le général de Gaulle le 14 juillet 1940. Engagé dans les forces françaises libres, il est promu chef de bataillon le 18 juillet et affecté en Gold Coast où il est chargé de constituer le 1er bataillon de tirailleurs sénégalais. Cependant, le paquebot Accra qui le mène en Afrique est torpillé dans l'océan Atlantique. Rescapé du naufrage et rapatrié à Londres, André Parant repart vers l'Afrique, cette fois-ci en avion, et parvenant finalement en Gold Coast, il met sur pied un bataillon de tirailleurs volontaires qui forment le noyau du futur bataillon de marche no 4.
Envoyé au Gabon, colonie encore fidèle au régime de Vichy, il parvient le 16 septembre à s'emparer avec une douzaine d'hommes de la ville côtière de Mayumba puis du poste de Sindara. Continuant à progresser vers le nord et renforcé de troupes venant du Congo, il arrive à Lambaréné où il rencontre une farouche résistance. Ayant reçu le renfort des unités de Louis Dio et de Guy Baucheron de Boissoudy, il parvient finalement à s'emparer de la ville le 4 novembre 1940. Libreville, capitale du Gabon, tombe peu de temps après et André Parant est nommé gouverneur de la colonie par le général de Gaulle. Promu lieutenant-colonel, il sillonne alors le pays pour œuvrer à sa reconstruction matérielle et morale.
Le 7 février 1941, alors qu'il se rend à Bitam, dans le nord de la colonie, en compagnie d'Adolphe Sicé, l'avion qui les transporte s'écrase à l'atterrissage. Victime de graves brûlures et les deux jambes brisées, André Parant meurt des suites de ses blessures le 15 mars 1941 à l'hôpital de Yaoundé. Il est inhumé au cimetière européen de Libreville. Lors de la destruction de ce dernier en 1971, son corps et celui des autres Européens de ce cimetière ont été transférés à l'ossuaire du mémorial de l'Ambassade de France au Gabon.

## Décorations
|  |  |  |
|  |  |  |
|  |  |  |

| Chevalier de la Légion d'honneur              | Chevalier de la Légion d'honneur              | Chevalier de la Légion d'honneur              | Compagnon de la Libération Par décret du 13 mai 1941    | Compagnon de la Libération Par décret du 13 mai 1941    | Compagnon de la Libération Par décret du 13 mai 1941    | Croix de guerre 1914-1918 Avec deux étoiles de bronze | Croix de guerre 1914-1918 Avec deux étoiles de bronze | Croix de guerre 1914-1918 Avec deux étoiles de bronze |
| Croix de guerre 1939-1945                     | Croix de guerre 1939-1945                     | Croix de guerre 1939-1945                     | Médaille des blessés de guerre                          | Médaille des blessés de guerre                          | Médaille des blessés de guerre                          | Croix du combattant                                   | Croix du combattant                                   | Croix du combattant                                   |
| Médaille commémorative de la guerre 1914-1918 | Médaille commémorative de la guerre 1914-1918 | Médaille commémorative de la guerre 1914-1918 | Médaille commémorative française de la guerre 1939-1945 | Médaille commémorative française de la guerre 1939-1945 | Médaille commémorative française de la guerre 1939-1945 | Médaille interalliée de la Victoire                   | Médaille interalliée de la Victoire                   | Médaille interalliée de la Victoire                   |

## Hommages
- À Belfort, une rue a été baptisée en son honneur[12] et une plaque commémorative est apposée sur le mur de sa maison natale[13]. Son nom est également inscrit sur le monument commémoratif du square du souvenir[14].
- À Besançon, son nom figure sur le monument commémoratif de la Libération[15].
- À Brebotte, où il a vécu, son nom est inscrit sur le monument aux Morts de la commune[16].
- À Libreville, une avenue a été baptisée en son honneur[17].